# Domèvre-sur-Avière
Domèvre-sur-Avière – miejscowość i gmina we Francji, w regionie Grand Est, w departamencie Wogezy.
Według danych na rok 1990 gminę zamieszkiwały 423 osoby, a gęstość zaludnienia wynosiła 46 osób/km² (wśród 2335 gmin Lotaryngii Domèvre-sur-Avière plasuje się na 646. miejscu pod względem liczby ludności, natomiast pod względem powierzchni na miejscu 653.).